# Vivienne Medrano

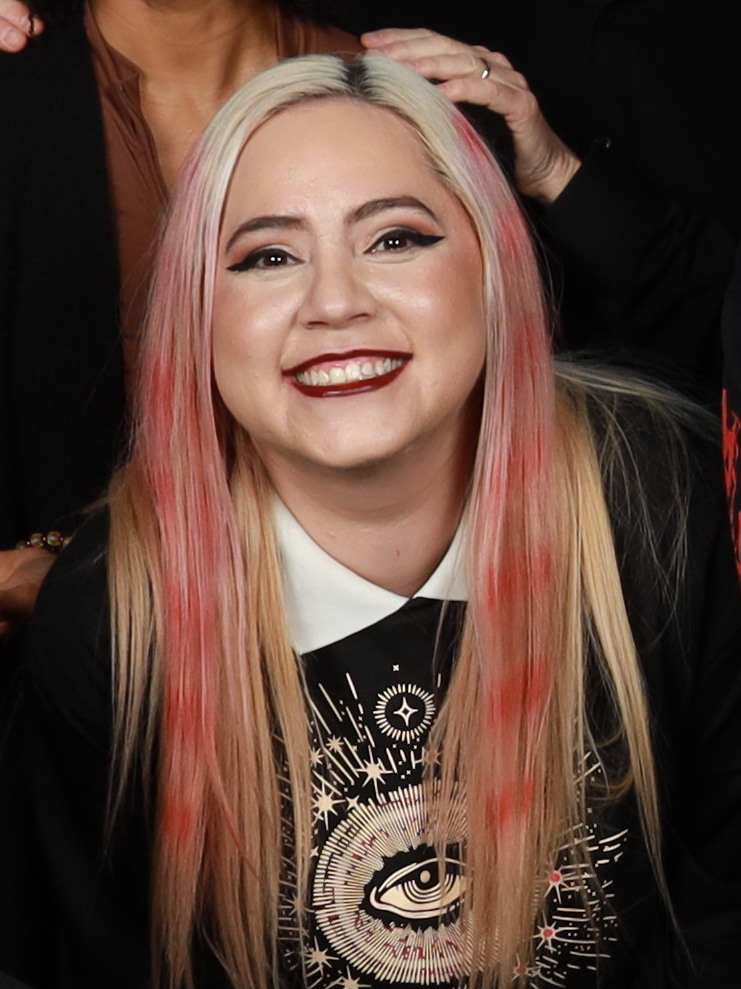
Vivienne Medrano (2025)

Vivienne Maree Medrano (* 28. Oktober 1992), auch unter ihrem Online-Alias VivziePop bekannt, ist eine salvadorianisch-US-amerikanische Animatorin, Illustratorin, Comic-Zeichnerin und Synchronsprecherin. Sie ist vor allem als Schöpferin der Animationsserien Hazbin Hotel und Helluva Boss sowie des Webcomics ZooPhobia bekannt.

## Leben
Medrano wurde 1992 in Frederick, Maryland geboren. Sie studierte ab 2010 Animation an der School of Visual Arts in New York City und erwarb 2014 ihren Bachelor of Arts. Seit 2016 lebt sie in Los Angeles.
Medrano wurde mit ADHS diagnostiziert. Sie ist bisexuell, tritt öffentlich für die Rechte der LGBT-Gemeinschaft ein und möchte Aufmerksamkeit für die Situation von Sexarbeitern schaffen.

## Karriere
2009 produzierte sie den fünfminütigen Kurzfilm Why I Hate Phones, in dem sie auch die Hauptrolle spielte. Ihre Abschlussarbeit Timber wurde 2014 für „herausragende Charakteranimation“ mit dem Dusty Award ausgezeichnet. Nach ihrem Studium arbeitete sie als freie Illustratorin, Animatorin und Sprecherin, u. a. von 2017 bis 2019 für die TV-Serie Too Loud!.
Ihre Projekte produziert sie seit 2020 mit ihrem eigenen Studio SpindleHorse Toons. Vertrieben werden diese über die Plattform YouTube, wo ihr Kanal Vivziepop im Dezember 2024 etwa 10,6 Mio. Abonnenten hat. Ihre Projekte werden primär über Crowdfunding auf der Plattform Patreon sowie Merchandise-Verkäufe finanziert, mit Ausnahme von Hazbin Hotel, das von A24 produziert wird.
Medrano ist seit 2021 Partnerin der Talentagentur Redefine Entertainment. 2022 hielt sie eine der exklusiven Cafecitos auf dem Animation Day des Los Angeles International Film Festival.

## Werke

### ZooPhobia
Von 2012 bis 2016 produzierte sie den Webcomic ZooPhobia über die neurotische Cameron, die sich irrtümlich auf eine Position als Therapeutin in der Zwischenwelt Safe Haven bewirbt und sich dort ihrer namensgebende Angst vor Tieren und Tierwesen stellen muss. Das im Stil des Comics animierte Musikvideo zum Lied Die Young von Kesha wurde bis Oktober 2019 nahezu 50 Millionen Mal abgespielt.
Im April 2013 veröffentlichte sie einen zweiminütigen Kurzfilm zum Comic namens The Son of 666, den sie als Abschlussprojekt ihres dritten Studienjahres erstellt hatte. Dieser dreht sich um die Figur Damian und seinen Vater Lucifer. Im Oktober 2020 folgte der zwölfminütigen Kurzfilm Bad Luck Jack, der mit dem Ursa-Major-Award als „Bester dramatischer Kurzfilm“ ausgezeichnet wurde.
Verschiedene Handlungsstränge und Figuren wurden später lose in Medranos Serie Hazbin Hotel übernommen: So findet sich die Protagonistin als Außenseiterin an einem Sammelpunkt zwischen verschiedenen Welten wieder. Die Figur des Son of Satan und die Dämonen Alastor und Angel Dust sind beinahe identisch.

### Hazbin Hotel
Die Idee zu Hazbin Hotel entstand bereits während Medranos Schulzeit. Der Stil wurde von Animationsserien wie Batman, Invader Zim, Nightmare Before Christmas und Looney Tunes inspiriert. Die Serie BoJack Horseman verdeutlichte ihr 2014, dass ihre Idee ein breiteres Publikum finden könnte, insbesondere beim Thema Diversität. Im Oktober 2019 erschien nach zweieinhalb Jahren Produktionszeit die 30-minütige Pilotfolge von Hazbin Hotel; sie wurde bis Juli 2024 111 Millionen Mal auf YouTube abgerufen. Das im Juli 2020 ausgekoppelte Musikvideo zu Addict von Silva Hound erreichte bis April 2024 173 Millionen Aufrufe.
Im August 2020 erwarb A24 die Rechte an der Produktion einer Serie von Hazbin Hotel, die von Bento Box Entertainment mitproduziert wird. Im Januar 2024 wurde die ersten vier Folgen der ersten Staffel auf Amazon Prime veröffentlicht, die weiteren vier Folgen erschienen bis Anfang Februar 2024 wöchentlich. Für die Serie wurden andere Sprecher gecastet als für die Pilotfolge, da die Serie viele musikalische Einlagen enthält. Eine zweite Staffel war bei Veröffentlichung bereits bestellt. Im Juli 2024 wurde bekannt, dass auch eine dritte und vierte Staffel bestellt wurden.
Die Serie wurde positiv rezensiert und für ihre Figuren und den Weltenbau gelobt. Das Erzähltempo sei jedoch verbesserungsfähig: In den ersten drei Folgen passiere zu wenig, in den beiden letzten Folgen sei es hingegen schwierig, alle Details und Entwicklungen beim ersten Ansehen zu erfassen.

### Helluva Boss
Im November 2019 wurde die Pilotfolge von Helluva Boss veröffentlicht, die ähnlich erfolgreich war wie Hazbin Hotel. Von Oktober 2020 bis Juni 2023 erschien die erste vollständige Staffel der Serie, die in Zusammenarbeit mit der Produktionsfirma Horseless Cowboy entstand. Die Folgen 1 und 2 waren 2020 als „Beste Dramaserie“ für den Ursa Major Award nominiert; Die Folgen 3 bis 6 gewannen im Jahr darauf in dieser Kategorie. Ab Juli 2022 erschienen die Folgen der zweiten Staffel.
Die dritte Staffel befindet sich seit März 2023 in Entwicklung und soll 15 Folgen umfassen, die in zeitlich kürzerem Abstand als bisher veröffentlicht werden sollen. Eine Veröffentlichung wird vor Ende 2025 nicht erwartet.

## Kontroversen
Medrano wurde mehrfach vorgeworfen, dass ihre Werke transfeindliche, rassistische oder antisemitische Figuren oder Themen beinhalteten oder dass darin Zoophilie oder Pädophilie dargestellt würde. Außerdem soll sie eine Figur von einem anderen Designer gestohlen bzw. diesen nicht korrekt als Urheber angegeben haben. Die meisten Vorwürfe konnten zwischenzeitlich widerlegt werden, weil z. B. das kritisierte Material eindeutig nicht von Medrano stammte, die vermeintlich bedienten Klischees im jeweiligen Kontext keinen Sinn ergaben oder weil der Nutzungsvertrag für die Figur keine Attribution vorsah.